# Красота, Георгий Тимофеевич
Гео́ргий Тимофе́евич Красота (1919 — 2005) — гвардии капитан Советской Армии, участник Великой Отечественной войны, Герой Советского Союза (1944).

## Биография
Родился 23 апреля 1919 года в посёлке Могоча (ныне — город в Забайкальском крае). До призыва в армию жил в Кировограде, где окончил среднюю школу и аэроклуб. В 1937 году был призван на службу в Рабоче-крестьянскую Красную Армию. В 1938 году он окончил Пермскую военную авиационную школу лётчиков. С января 1942 года — на фронтах Великой Отечественной войны.
К сентябрю 1943 года будучи старшим лейтенантом командовал эскадрильей 667-го штурмового авиаполка (292-й штурмовой авиадивизии, 5-й воздушной армии, Степного фронта). К этому времени он совершил 197 боевых вылетов на штурмовку скоплений боевой техники и живой силы противника, принял участие в 15 воздушных боях, сбив 2 вражеских самолёта лично и ещё 6 — в составе группы.
Указом Президиума Верховного Совета СССР «О присвоении звания Героя Советского Союза офицерскому составу военно-воздушных сил Красной Армии» от 4 февраля 1944 года за «образцовое выполнение боевых заданий командования на фронте борьбы с немецкими захватчиками и проявленные при этом отвагу и геройство» был удостоен высокого звания Героя Советского Союза с вручением ордена Ленина и медали «Золотая Звезда» за номером 1464.
В 1946 году в звании гвардии капитана был уволен в запас. Проживал и работал во Львове. Скончался 29 мая 2005 года, похоронен на кладбище в Брюховичах, что близ Львова.

## Награды и звания
- Звание Герой Советского Союза. Указ Президиума Верховного Совета СССР от 4 февраля 1944 года:
  - медаль «Золотая Звезда» № 1464,
  - орден Ленина.
- Орден Красного Знамени. Приказ Военного совета Волховского фронта № 54/н от 29 июня 1942 года.
- Орден Красного Знамени. Приказ Военного совета Калининского фронта № 0507 от 24 декабря 1942 года.
- Орден Красного Знамени. Приказ Военного совета 5 воздушной армии № 1/н от 21 января 1944 года.
- Орден Отечественной войны I степени.
- Орден Отечественной войны I степени. Указ Президиума Верховного Совета СССР от 11 марта 1985 года.
- Орден Отечественной войны II степени. Приказ Военного совета 2-й воздушной армии № 33/н от 15 мая 1943 года.
- Медаль «За победу над Германией в Великой Отечественной войне 1941—1945 гг.». Указ Президиума Верховного Совета СССР от 9 мая 1945 года.
- Медали СССР[1].

## Память
- В 1999 году приказом Министра обороны Украины Г. Т. Красота зачислен почётным солдатом 3-го отдельного полка армейской авиации ВВС Украины[3].